# Парк Таммсааре
Парк Та́ммсааре (ест. Tammsaare park) — парк у центрі Таллінна, поруч зі Старим містом. Обмежений Пярнуським шосе, бульваром Естонія та площею Віру.

## Історія
Парк розплановано 1947 року, він почав створюватися після виведення з площі «Російського ринку», називаного також Новим. Більшість робіт завершено до 1950 року.
У 1955—1989 роках називався «Парк імені 16 жовтня», на згадку про розстріл на цій площі 16 жовтня 1905 мирної демонстрації.
1980 року до ігор Московської олімпіади в парку встановлено скульптуру «Морська діва».
Парк реконструйовано 2018 року.

## Пам'ятки
Пам'ятник класику естонської літератури Антону Таммсааре (1978, скульптор Яак Соанс та архітектор Рейн Лууп).
Скульптура «Морська діва» (1980, Едгар Війєс).